# یاندکس میوزیک
یاندکس میوزیک (به انگلیسی: Yandex Music) یک سرویس استریم موسیقی متعلق به شرکت یاندکس و بخشی از موتورجستجوگر یاندکس در روسیه است. این پلتفرم موسیقی به چهار زبان: روسی، انگلیسی، بلغاری و اوکراینی در دسترس است. این سرویس همچنین به عنوان بخشی از سیستم موسیقی شبکه اجتماعی وی‌کی است. استفاده از این پلتفرم در روسیه بالا است و کاربران باید برای استفاده از آن در یاندکس ثبت نام و اقدام به خرید اشتراک بکنند.این پلتفرم پرطرفدار ترین پلتفرم کاملا روسی در این کشور است و پس از اسپاتیفای در رده دوم پلتفرم های پخش موسیقی در کشور روسیه قرار دارد.

## دسترسی و استفاده
این پلتفرم فقط در ۱۲ کشور در دسترس است.که عبارت اند از
- جمهوری آذربایجان
- ارمنستان
- بلاروس
- گرجستان
- اسرائیل
- قزاقستان
- قرقیزستان
- مولداوی
- روسیه
- تاجیکستان
- ترکمنستان
- ازبکستان